# سیارک ۶۱۳

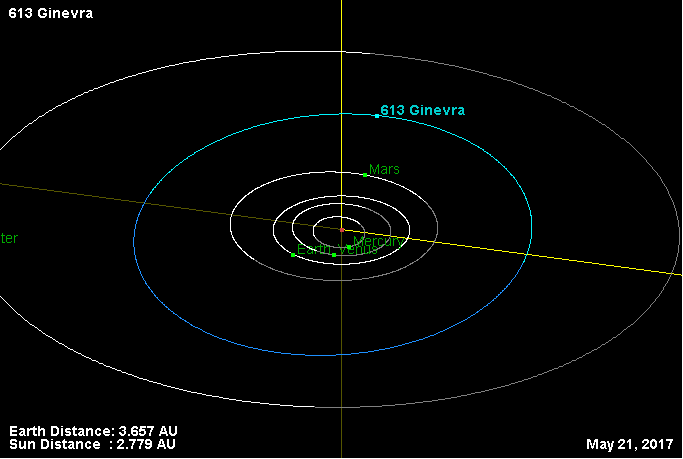
نمایی از محل قرارگیری سیارک ۶۱۳ در مدار – ۲۰۱۷

سیارک ۶۱۳ (به انگلیسی: 613 Ginevra، نامگذاری:1906VP) ششصد و سیزدهمین سیارک کشف شده‌است که در ۱۱ اکتبر ۱۹۰۶ و در هایدلبرگ کشف شد.
قدر مطلق سیارک برابر ۹٫۶۷ است.